# Спартак-Владикавказ
«Спартак-Владикавказ» — бывший российский профессиональный футбольный клуб из Владикавказа. В сезоне 2019/20 выступал в Первенстве ПФЛ (группа «Юг»). Расформирован в 2020 году.

## История
Летом 2019 года произошло переформатирование владикавказского футбольного клуба «Спартак» — участника Первенства ПФЛ (был заявлен и участвовал в соревнованиях ПФЛ в сезонах 2016/17 и 2017/18 как «Спартак», в сезоне 2018/19 — «Спартак-Владикавказ»). Образовалось два клуба, и оба стали участниками Первенства ПФЛ сезона-2019/20 годов (в группе «Юг»). Игроки и тренерский штаб во главе со Спартаком Гогниевым перешли в получивший частного спонсора новообразованный клуб «Алания Владикавказ», а «Спартак-Владикавказ» получил комплектование игроками «Спартака-2» из первенства республики и выпускниками республиканских футбольных школ, став финансирующимся из бюджетных средств фарм-клубом «Алании». При этом финансирование по сравнению с бюджетом клуба, участвовавшего в Первенстве ПФЛ-2018/19, было сокращено в три раза.
Главным тренером стал Валерий Горохов, начальником команды — Алан Кусов. Домашние матчи команда проводила на стадионе «Спартак», не исключалась вероятность перехода на стадион «Юность».
Первый официальный матч команда проводила 16 июля 2019 года в Махачкале в рамках 1-го тура Первенства ПФЛ-2019/20 в группе «Юг», где уступила одноимённому клубу — 0:1. Первый домашний матч прошёл на стадионе «Спартак» 24 июля — в матче 2-го тура хозяева проиграли ставропольскому «Динамо» со счётом 0:2. В розыгрыше Кубка России сезона 2019/20 годов «Спартак-Владикавказ» на стадии 1/128 финала 27 июля на своём поле в серии послематчевых пенальти уступил команде «Спартак-Нальчик» — 3:4, основное и дополнительное время матча закончилось со счётом 2:2. 15 мая 2020 года Исполком РФС принял решение о досрочном завершении ранее приостановленного из-за пандемии сезона 2019/20 в ПФЛ с утверждением его итогов по состоянию на 17 марта того же года; таким образом, в сезоне-2019/20 «Спартак-Владикавказ» занял последнее 16-е место в группе «Юг» первенства ПФЛ, проведя лишь 19 встреч из 30 изначально запланированных. В мае 2020 года стало известно о расформировании команды в связи с финансовыми проблемами, сообщалось, что персонал клуба будет направлен в футбольную академию «Алании».

### Преемственность
Вопрос преемственности по состоянию на середину сентября 2019 не имел чёткого обозначения. В сезонах 2016/17, 2017/18 и 2018/19 в Первенстве ПФЛ выступала команда «Спартак» (в сезоне 2018/19 официальное название, фигурирующее в том числе в заявках соревнований — «Спартак-Владикавказ»). Различными СМИ упоминалось как прекращение существования футбольного клуба «Алания» в 2014 году с последующим его возрождением летом 2019 года, так и возрождение в 2016 году под брендом «Спартак» и переименование в «Аланию» в 2019 году. Также, несмотря на то, что на презентации клуба «Алания Владикавказ» 9 июля 2019 года было объявлено о переименовании «Спартака-Владикавказ» в «Аланию Владикавказ» (фактически «Алания» стала правопреемником «Спартака», на основе которого был создан фарм-клуб «Спартак-Владикавказ»), на официальном сайте Профессиональной футбольной лиги к истории команды «Спартак-Владикавказ» были отнесены сезоны 2016/17, 2017/18 и 2018/19 годов, а «Алания Владикавказ» была обозначена как новый клуб. При этом, неясным оставался вопрос, кому из двух клубов принадлежат достижения главной команды республики, становившейся чемпионом России в 1995 году. Амбициозные задачи по возвращению утерянных позиций были поставлены перед клубом «Алания Владикавказ».
Уже после прекращения выступлений клуба «Спартак-Владикавказ» (2019/20) в связи с бюджетным финансированием и этого клуба, и клуба «Спартак» (2016/17, 2017/18 и 2018/19), они зачастую отождествляются, когда говорится, что клуб «Спартак» перестал существовать, с замечаниями, что юридической связи между «Спартаком» и возрождённой «Аланией» нет.